# Lata 1800. (dekada)
Lata 1800. (dekada)
nieoficjalnie lata zerowe
Stulecia: XVIII wiek ~ XIX wiek ~ XX wiek
Dziesięciolecia: 1750–1759 « 1760–1769 « 1770–1779 « 1780–1789 « 1790–1799 « 1800–1809 » 1810–1819 » 1820–1829 » 1830–1839 » 1840–1849 » 1850–1859
Lata: 1800 • 1801 • 1802 • 1803 • 1804 • 1805 • 1806 • 1807 • 1808 • 1809

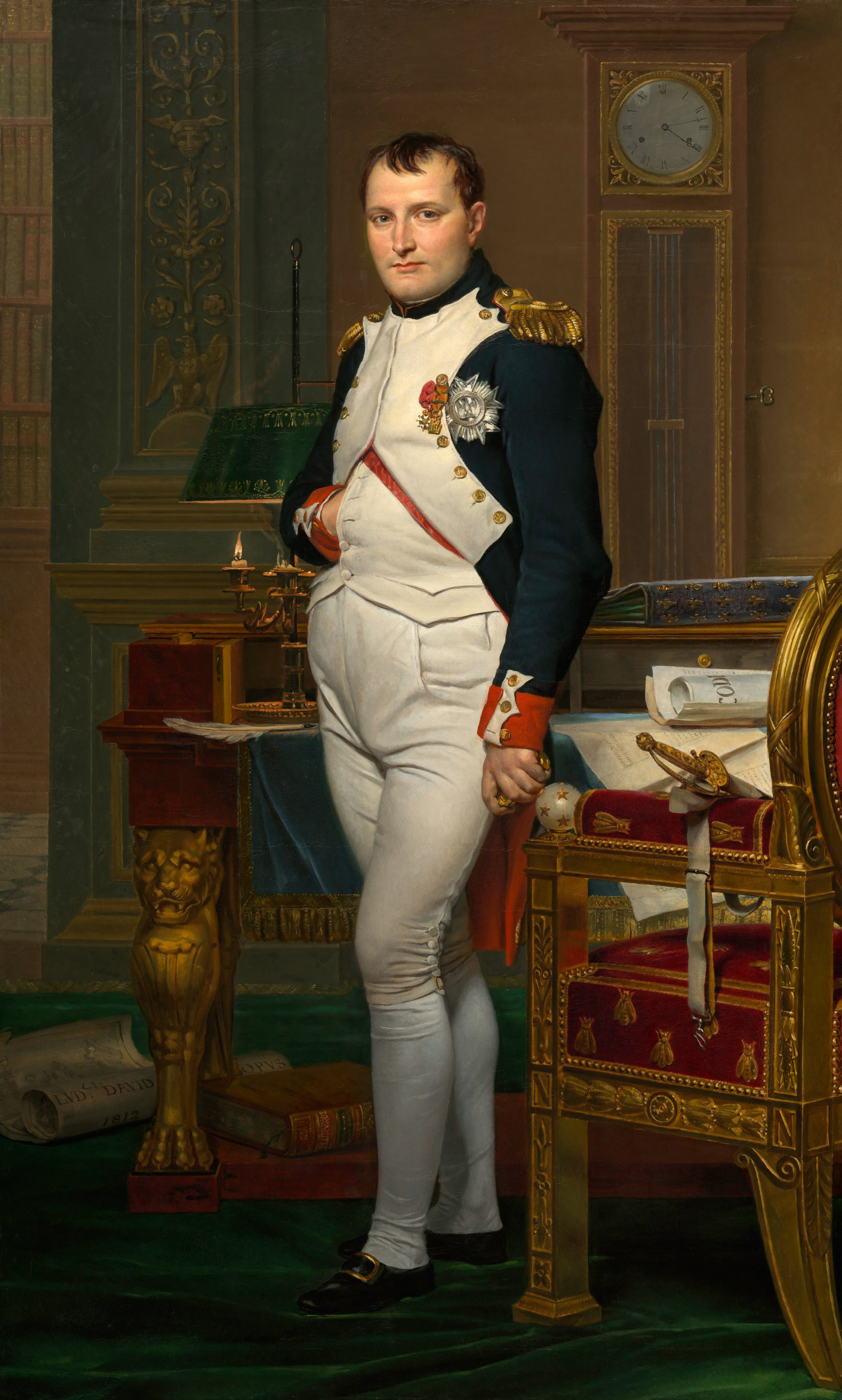
Napoleon Bonaparte

Wydarzenia

## W Polsce
- 1807 – powstanie Księstwa Warszawskiego

## Na świecie
- Wojny napoleońskie (bitwa pod Marengo, bitwa pod Austerlitz, bitwa pod Jeną-Auerstedt).
- Pokój w Amiens.
- Sprzedaż Stanom Zjednoczonym Luizjany.
- Szczyt powodzenia Napoleona Bonapartego.
- 1800 – Alessandro Volta zbudował ogniwo Volty.
- 1807 17 sierpnia – Robert Fulton skonstruował i uruchomił pierwszy statek o napędzie parowym o nazwie „Clermont”.
- Pokój w Tylży.

## Osoby
- Napoleon Bonaparte
- John Adams
- Thomas Jefferson
- James Madison
- Jerzy III Hanowerski
- Paweł I Romanow
- Aleksander I Romanow
- Fryderyk Wilhelm III Pruski
- Franciszek II Habsburg
- Mustafa IV
- Pius VII
- Stanisław Kostka Potocki